# All (együttes)
Az All amerikai punkegyüttes. 1987-ben alakultak meg Los Angelesben. Punk, pop-rock, melodikus hardcore és skate punk műfajokban játszanak.

## Története
A Descendents tagjai, Bill Stevenson, Karl Alvarez és Stephen Egerton alapították. Első nagylemezüket 1988-ban adták ki. Kabalájuknak egy "Allroy" nevű figura számít, aki a legtöbb lemezük borítóján feltűnik. Lemezeiket a Cruz Records, Interscope Records, Epitaph Records kiadók jelentetik meg.

## Tagok
- Karl Alvarez - basszusgitár (1987-)
- Stephen Egerton - gitár (1987-)
- Bill Stevenson - dobok (1987-)
- Chad Price - ének (1993-)

Volt tagok:
- Dave Smalley - ének (1987-1989)
- Scott Reynolds - ének (1989-1993)

## Diszkográfia
- Allroy Sez (1988)
- Allroy's Revenge (1989)
- Allroy Saves (1990)
- New Girl, Old Story (1991)
- Percolater (1992)
- Breaking Things (1993)
- Pummel (1995)
- Mass Nerder (1998)
- Problematic (2000)